# Université technique géorgienne
L'université technique géorgienne (acronyme « GTU », anciennement Institut polytechnique géorgien V.I. Lénine) est la principale et la plus grande université technique de Géorgie. Elle est située dans la capitale Tbilissi.

## Histoire

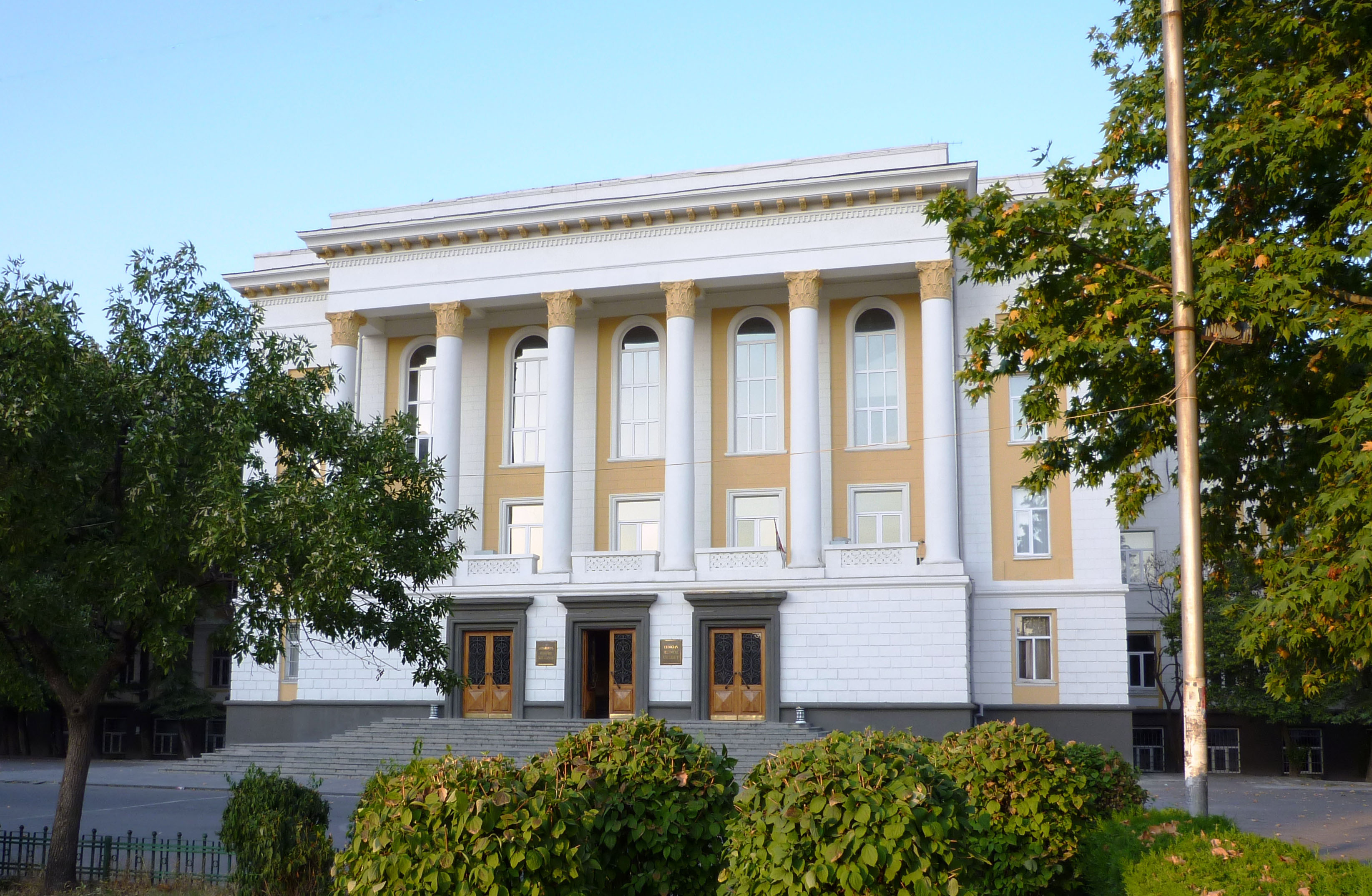
vue de l'université

L'université technique géorgienne est fondée en 1922 en tant que faculté polytechnique de l'université d'État de Tbilissi. La première conférence est lue par le mathématicien géorgien de renommée mondiale, le professeur Andrea Razmadzé.
Transformé en 1928 en un « Institut polytechnique géorgien » indépendant, il a obtenu le statut d'université en 1990.

### Liste des recteurs
- 1928-1936 : David Kandelaki
- 1936 : Guiorgui Gvardjaladzé
- 1936-1948 : Artem Bodjghoua
- 1948-1952 : Grigol Kometiani
- 1952-1956 : Guiorgui Zaridzé
- 1956-1958 : Rafael Dvali
- 1958-1972 : Iosseb Bouatchidzé
- 1973-1981 : Artchil Dzidzigouri
- 1981-1988 : Teïmouraz Loladzé
- 1988-1994 : Gotcha Tchogovadzé
- 1994-2007 : Ramaz Khourodzé
- 2007-2008 : Artchil Motsonelidzé
- 2009-2020 : Artchil Pranguichvili
- Depuis 2020 : David Gourguenidzé

## Facultés et départements
Tous les doyens et chefs de département des facultés sont des professeurs titulaires.
- Faculté de génie civil (doyen par intérim: Zurab Gvishiani)
  - Département de l'Ingénierie Mécanique
  - Département de génie civil et industriel
  - Département d'hydro-ingénierie

- Faculté de génie électrique et des télécommunications (doyenne par intérim: Elene Shatakishvili)
  - Département des télécommunications
  - Département de génie thermique et hydroélectrique
  - Département de génie électrique, électrique et électromécanique

- Faculté des mines et géologie (Doyen: Anzor Abshilava)
  - Département de génie géodésique
  - Département de la technologie minière
  - Département de géologie
  - Département de la technologie pétrolière et gazière

- Faculté d'architecture, d'urbanisme et de design (Doyen: Nino Imnadze)
  - Département d'architecture et urbanistique
  - Département de théorie et bases de l'architecture

- Faculté d'informatique et des systèmes de contrôle (Doyen: Zurab Tsveraidze)
  - Département d'Intelligence Artificielle
  - Département de génie informatique
  - Département de génie cybernétique et de fabrication d'instruments
  - Département du contrôle organisationnel
  - Département de physique
  - Département de mathématiques

- Faculté des transports et de la construction mécanique (Doyen: Otar Gelashvili)
  - Département de construction de machines
  - Département des transports
  - Département des routes
  - Département de génie graphique et mécanique technique

- Faculté des technologies commerciales (Doyen: Rusudan Kutateladze)
- Faculté des sciences économiques, des technologies des médias et des sciences sociales (Dean Ivane Jagodnishvili)
- Faculté de droit et des relations internationales (doyen Irakli Gabisonia)
- École internationale de design (Dean Nikoloz Shavishvili)
- Faculté des sciences agricoles et génie des biosystèmes (Doyen Giga Qvartskhava)

## Organisation
L'université technique géorgienne a fourni plus de 60% des spécialistes géorgiens de l'ingénierie, de la chimie et de l'industrie scientifique au cours des 80 dernières années. Alors que son homologue principal l'université d'État de Tbilissi, se concentre sur des spécialités populaires comme le droit civil ou l'économie, GTU continue sa belle tradition de fournir des spécialistes techniques à l'industrie et aux sciences exactes. En outre, au cours des dernières années, la GTU a ajouté plus d'établissements, la « Caucasus Business School » - Un projet conjoint du GTU, de l'université d'État de Tbilissi et de l'université d'État de Géorgie (Atlanta, Géorgie, États-Unis), d'une faculté d'études allemandes, d'une faculté d'études franco-géorgiennes et d'une « Cisco Networking Academy ». GTU a également treize instituts de progéniture dans tout le pays.
GTU utilise l'échelle de notation ECTS et décerne des grades et des diplômes en diplôme de spécialiste, baccalauréat ès sciences, baccalauréat ès arts et maîtrise ès sciences. Les trois premiers diplômes exigent de quatre à quatre ans et demi d'études à temps plein ; la maîtrise ès sciences nécessite un an et demi à deux ans d'études à temps plein. La plupart des étudiants (à l'exception de ceux des spécialités humaines ou artistiques) suivent une formation rigoureuse en mathématiques et en sciences fondamentales pendant leurs études au GTU. GTU est connue pour ses liens étroits avec «l'Institut Andrea-Razmadze de mathématiques de Géorgie», le principal institut de recherche mathématique en Transcaucasie.
GTU décerne également des doctorats scientifiques qui nécessitent trois ans ou plus d'études avancées selon la spécialité.
Tous les diplômes sont également fournis sous forme d'études à temps partiel et à distance; ceux-ci peuvent prendre beaucoup plus de temps.
La bibliothèque scientifique de GTU est l'une des plus grandes bibliothèques de Géorgie, comprenant 1 254 000 livres dont beaucoup sont des découvertes uniques et rares, et 500 000 documents périodiques. Des plans sont en cours pour numériser cette vaste collection de connaissances.

## Personnalités liées à l'université

### Anciens étudiants
- Guia Benachvili, homme politique géorgien.
- Guela Patiachvili, artiste géorgien.